# Ranko Veselinović
Pour les articles homonymes, voir Veselinović.
Ranko Veselinović, né le 24 mars 1999 à Novi Sad en Serbie, est un footballeur international serbe qui évolue au poste de défenseur central au Vancouver Whitecaps.

## Biographie

### Vojvodina Novi Sad
Natif de Novi Sad en Serbie, Ranko Veselinović est formé par le club de sa ville natale, le Vojvodina Novi Sad. C'est avec ce club qu'il fait ses débuts en professionnel, le 16 septembre 2017. Ce jour-là, il entre en jeu au cours d'un match de championnat remporté par son équipe sur le score de trois buts à un contre le FK Napredak Kruševac.

### Vancouver Whitecaps
Le 9 février 2020, Ranko Veselinović rejoint le Vancouver Whitecaps, où il est prêté pour une saison avec option d'achat. L'option d'achat est levée en octobre 2020.
Le 9 août 2021, Veselinović inscrit son premier but pour Vancouver lors d'une rencontre de MLS face au Galaxy de Los Angeles. Titulaire ce jour-là, il marque le but égalisateur de la tête sur un service de Déiber Caicedo (1-1 score final).

### En sélection nationale
Ranko Veselinović commence sa carrière internationale avec l'équipe de Serbie des moins de 16 ans. Il joue six matchs et marque un but avec cette sélection.
Avec les moins de 17 ans, il participe au championnat d'Europe des moins de 17 ans en 2016. Lors de cette compétition organisée en Azerbaïdjan, il joue trois matchs. Avec un bilan d'un nul et deux défaites, la Serbie ne parvient pas à dépasser le premier tour du tournoi.
De 2017 à 2018 il représente l'équipe de Serbie des moins de 19 ans pour un total de six matchs disputés. Sa première apparition avec cette sélection a lieu le 4 octobre 2017 contre Chypre. Il est titularisé et son équipe s'impose par un but à zéro.
Le 15 novembre 2019, Ranko Veselinović joue son premier match avec l'équipe de Serbie espoirs face à l'Estonie. Il est titulaire lors de ce match remporté largement par les Serbes (6-0).